# Cabel
Cabel, niedersorbisch Kobłej, ist ein Gemeindeteil des Ortsteils Werchow der Stadt Calau im nördlichen Teil des südbrandenburgischen Landkreises Oberspreewald-Lausitz.

## Lage
Cabel liegt in der Niederlausitz im Naturpark Niederlausitzer Landrücken. Südlich des Ortes liegen die 165 Meter hohen Cabeler Berge. Die Stegschänke gehört historisch zu Cabel.
Westlich des Ortes liegen die Calauer Ortsteile Kemmen und Gollmitz. Im Norden folgt die Stadt Calau und ihr Ortsteil Werchow, zu dem Cabel als Gemeindeteil gehört. Im Osten und Süden befinden sich Orte und Wohnplätze der Gemeinde Luckaitztal wie Gielow, Weißag, Zwietow und Gosda. Im Südosten liegt Settinchen, das ein Gemeindeteil von Gollmitz ist.

## Geschichte
In einer Lehensnotiz der Familie von Kygkepusch vom 5. Mai 1527 wurde der Ort erstmals erwähnt. Der Ortsname weist auf Pferdezucht, das niedersorbische Wort Kobyła und das obersorbische Wort Kobła bedeuten Stute. Im Jahre 1581 wurde der Ort als Cabelo sowie 1761 als Koblej und 1847 als Kobla in der sorbischen Namensform genannt. Cabel wurde als Gutsweiler mit Rittergut gegründet.
Nach dem Wiener Kongresses kam Cabel mit der gesamten Niederlausitz an das Königreich Preußen und gehörte zum Landkreis Calau. Bereits 1820 wollte die Gutsherrin das so genannte, mit altem Lehnsrecht behaftete so genannte Freihaus in der Kreisstadt Calau, zum Gut Cabel zugehörig, zur Verbesserung der eigenen wirtschaftlichen Situation veräußern. 1826 schrieb die dann Gutsherrschaft in Funktionsträgerschaft der örtlichen Patrimonial-Gerichtsbarkeit in einer Ausschreibung am 20. Dezember 1826 die Betreibung einer Gast- und Speisewirtschaft bei der Bade-Anstalt aus. Diese Badeanstalt wurde parallel 1827 in der Nähe des Ortes an einer Mineralquelle eingerichtet, ging jedoch wieder ein. Um 1829 wurde die moderne Altertumsforschung auf das Dorf aufmerksam, man fand Gegenstände aus Grabbeigaben.
Im Jahr 1861 existierten im Ort zwei Wassermühlen und eine herrschaftliche Ziegelei. Bereits im ersten Drittel des 19. Jahrhunderts kommt die briefadelige Familie von Wilucki in den Besitz des Gutes in Cabel, mit Adolf Sigismund von Wilucki. Die Nachfolgeschaft in der Gutsherrschaft tritt seine Ehefrau Friedrike von Mühlen an. Im Jahre 1866 eröffnete Ernst Ludwig Adolf von Wilucki die Braunkohlegrube Andreas. Bis 1890 war Johannes von Wilucki örtlicher Gutsbesitzer. Ein Ziegelwerk entstand 1900 im Ort. Vor 1907 ist als Gutsherr Konstantin von Wilucki (1876–1908) nachgewiesen. 1914 ist Marie von Mölmann, geb. von Arnim, verwitwete von Wilucki (1877–1957), die Gutsherrin. Verwalter war damals W. von Viebahn.
Am 1. Januar 1926 wurde die damalige Gemeinde Settinchen in die Gemeinde Cabel eingegliedert. Ende der 1920er Jahre befand sich das Rittergut Cabel mit 428 ha und dem dazugehörigen Rittergut Settinchen mit 536 ha im Eigentum des Otto von Mülmann (1861–1929). Gutsverwalter war H. Horn. Daneben gab es im Ort noch ein 21 ha Gut der Familie Karl Ruben. Im Gutshaus lebten um 1940 mehrere adelige Familien, u. a. Anna Luise Elise, geb. von Köppen (1860–1932), und ihr Ehemann Otto Heinrich zu Schaumburg-Lippe sowie deren ältester Sohn Wilhelm Graf Hagenburg (1895–1945) samt Familie. Auch der Staatswissenschaftler Graf Egon von Merveldt (1899–1943), älterer Bruder des Künstlers Hanns Hubertus Graf von Merveldt, lebte in Cabel. Letzte Eigentümerin des Gutes blieb wohl Frau von Mölmann, sie lebte nach dem Krieg in Berlin. Das Gutshaus Cabel ist nach 1945 abgängig.
Nach dem Zweiten Weltkrieg gehörte Cabel zum 1952 neugegründeten Kreis Calau und wurde am 1. Januar 1957 ohne Settinchen, das am gleichen Tag nach Gollmitz umgegliedert wurde, nach Werchow eingemeindet. Das Ziegelwerk Cabel existierte bis zum Ende der 1960er-Jahre.
In den 1980er Jahren lag Cabel in einem Bergbauschutzgebiet des Feldes Calau-Süd im Lausitzer Braunkohlerevier und war durch die Devastierung bedroht. Nach der Wende wurden die Planungen zur Öffnung des Feldes wieder verworfen.
Am 26. Oktober 2003 wurde Werchow (mit Cabel) mit den Orten Mlode, Groß Mehßow, Kemmen, Bolschwitz und Saßleben in Calau eingegliedert. Cabel gehört zur Kirchengemeinde Calau und ist somit seit 2010 Teil des Kirchenkreises Niederlausitz.

### Einwohnerentwicklung
| Einwohnerentwicklung in Cabel von 1875 bis 1950 | Einwohnerentwicklung in Cabel von 1875 bis 1950 | Einwohnerentwicklung in Cabel von 1875 bis 1950 | Einwohnerentwicklung in Cabel von 1875 bis 1950 |
| Jahr                                            | Einwohner                                       | Jahr                                            | Einwohner                                       |
| ----------------------------------------------- | ----------------------------------------------- | ----------------------------------------------- | ----------------------------------------------- |
| 1875                                            | 186                                             | 1933                                            | 274                                             |
| 1890                                            | 178                                             | 1939                                            | 266                                             |
| 1910                                            | 215                                             | 1946                                            | 319                                             |
| 1925                                            | 191                                             | 1950                                            | 329                                             |

## Kultur und Sehenswürdigkeiten
Von der ehemaligen Ziegelei existiert der gemauerte Kammerring des Brennofens. Seit 1999 leben in den Resten Fledermäuse.

## Persönlichkeiten
- Carl Georg Friedrich von Rechenberg (* 18. Oktober 1785 in (Ober)-Halbendorf; † 23. August 1854 in Cabel), kgl. preuß. Landrat a. D.
- Ewald von Trosky (* 7. August 1786 in Groß Jehser; † 31. Mai 1827 in Cabel), kgl. preuß. Landrat a. D.
- Curt von Bose (* 1. März 1808 in Ratibor; † 10. November 1884 in Unwürde bei Löbau), wuchs in der Niederlausitz auf, war u. a. Jurist u. Altertumsforscher, 1829/1830 im Kontext mit Cabel
- Hans von Peschke, zuletzt Generalmajor a. D., heiratete am 21. April 1897 in Cabel Elise von Wilucki[21]

## Wirtschaft und Infrastruktur
Westlich des Ortes verläuft die Bundesautobahn 13. Durch Cabel führt die Bahnstrecke Halle–Cottbus.